# セルヒオ・モレノ・マルティネス
セルヒオ・モレノ・マルティネス（Sergio Moreno Martínez、1999年1月1日 - ）は、スペイン・ナバーラ州パンプローナ出身のサッカー選手。CDアトレティコ・バレアレス所属。ポジションはFW。

## クラブ経歴
2016年にラージョ・バジェカーノのカンテラに加入し、2018年8月25日、ラ・リーガのアトレティコ・マドリード戦でトップチームデビューを果たした。
トップチームデビュー以降は定期的にトップチームに招集されるも出場機会を増やせず、2019-20シーズンはバレンシアCFのBチーム、翌シーズンはCDミランデスへとレンタル移籍をした。いずれのクラブでも定期的に出場機会を与えられ、2021-22シーズンはラージョ・バジェカーノでシーズンをスタートすることが発表された。しかし、復帰後も出場機会は限られ、コパ・デル・レイ2試合の出場に留まったため、2022年1月18日、シーズン終了までSDアモレビエタにレンタル移籍することが決まった。